# Fenimorea janetae
Fenimorea janetae é uma espécie de gastrópode do gênero Fenimorea, pertencente a família Drilliidae.